# Zrób to sam (film)
Zrób to sam – polski krótkometrażowy film dokumentalny z 1978 w reżyserii Juliusza Machulskiego.